# Váltópénz
A váltópénz olyan érme, melynek névértéke meghaladja a pénz fémértékét. Ezzel szemben az értékpénzek névértéküknek megfelelő mennyiségű és finomságú nemesfémből készülnek. Váltópénzeket eredetileg a kisebb készpénzügyletek lebonyolítására hozták forgalomba, mivel nemesfémből túlságosan kis méretű érmét kellett volna verni, közönséges fémből (pl. rézből) viszont túlságosan nagyot ahhoz, hogy a fém értéke arányban legyen az érme névértékével. Így inkább a megfelelő méretre helyezték a hangsúlyt, és az olcsó fémből vert érmék kényszerforgalmát rendelték el. Ezen érmék kibocsátása és elfogadási kötelezettsége is korlátozva volt. Például az osztrák-magyar bronz egy- és kétfilléreseket csak egy korona határértékig volt kötelező elfogadni.
Mivel a fenti szakszerű váltópénzfogalom a nemesfémalapú pénzrendszerek idején volt használatban, ma más értelemben, a pénzegység alatti címletek megnevezésére is használják, például a forint esetében a fillér érmékre. Ennek az az oka, hogy a korábbi pénznemek esetében főként ezek a címletek készültek közönséges fémből, így a megnevezés a nemesfémstandard elhagyása után is megmaradt, s csak az utóbbi években, a fillér kivonásával kezd kikopni a köztudatból.
A XX. század során az értékpénzek forgalma visszaszorult, így mostanra az összes modern fizetőeszköz fémpénzállománya váltópénz. Ezeket sok országban továbbra is csak bizonyos értékhatárig kötelező elfogadni.

## Forrás
- Értelemző szótár